# Une coupable idéale

Une coupable idéale (The Perfect Student) est un téléfilm américain réalisé par Michael Feifer, diffusé en 2012.

## Synopsis
Jordan, une étudiante, est accusée du meurtre de sa colocataire, Laura. La mort de la jeune fille est survenue sur le campus d'une université américaine. Mais très vite, Nicole, professeur en criminologie porte ses soupçons sur un étudiant. Elle décide donc de mener son enquête. De rebondissements en inculpations, elle va s'apercevoir que la vérité n'est pas toujours là où on l'attend.

## Fiche technique
- Titre original : The Perfect Student
- Titre français : Une coupable idéale
- Réalisation : Michael Feifer
- Scénario : Peter Sullivan
- Pays d'origine :  États-Unis
- Langue originale : anglais
- Durée : 110 minutes

## Distribution
- Natasha Henstridge (V. F. : Rafaèle Moutier) : Nicole
- Josie Davis (V. F. : Ariane Deviègue) : Tara
- Brea Grant (V. F. : Marie Tirmont) : Jordan
- Jay Pickett (V. F. : Constantin Pappas) : John
- Michael Bowen (V. F. : Michel Papineschi) : Lieutenant Walker
- Carlson Young (V. F. : Alexia Papineschi) : Laura
- Alexander John (V. F. : Stéphane Pouplard) : Jake
- Wilson Bethel (V. F. : Jérémy Prévost) : Trent
- John Colton (V. F. : Christian Pélissier) : Dr Williams
- Nicole Moore (V. F. : Barbara Beretta) : Hadley
- Robert Neary (V. F. : Frédéric Popovic) : Kyle Johnson
- Caia Coley : Cindi Williams
- Jude Gerard Prest : Avocat Shaw
- Scott Anthony Leet : Doyle Reid
- Christopher Grey : Capitaine Hanna
- John Burke : Prêtre
- George Christie : Inspecteur
- Ryan Christiansen : Agent de sécurité du campus
- Kodi Kitchen et Alexa Bowen : Etudiantes
- Randy Wagner : Présentateur du journal
- Brad Barnholtz : Procureur Kelly
- Michael Healey : Max

Source et légende : Version française (V. F.) sur RS Doublage et carton du doublage français lors de la diffusion télévisuelle